# Roussines, Charente

Roussines este o comună în departamentul Charente, Franța. În 1 ianuarie 2022 avea o populație de 298 de locuitori.